# Úmanski
Úmanski (del ruso: Уманский) es un posiólok del raión de Leningrádskaya del krai de Krasnodar, en Rusia. Está situado en la cabecera del arroyo Zubova, afluente del río Miguta, 15 km al suroeste de Leningrádskaya y 134 km al norte de Krasnodar, la capital del krai. Tenía 1 275 habitantes en 2010.
Es cabeza del municipio Úmanskoye, al que pertenecen asimismo Grachovka y Motorni.

## Historia
En 1931 se inició la construcción del sovjoz Tsentralnaya usadba. En 1934 fue rebautizado como Umanski y se construyó una pequeña escuela primaria. En 1955 se construyó la escuela secundaria.